# 河北麻衣
河北 麻衣（かわきた まい、1991年6月30日-)は、日本のAV女優。ARMプロモーション所属。

## 略歴・人物
2018年10月、溜池ゴロー専属女優としてAVデビュー。
2作品に出演した後、専属を離れ企画単体女優となる。

## 出演作品

### アダルトDVD
2018年
- 市民プールにママ友と一緒に行くとカラダが良すぎて子連れなのに注目を集め、見られると濡れちゃうGcup人妻AVデビュー!!（10月13日、溜池ゴロー）
- 私、実は夫の上司に犯され続けてます…（11月13日、溜池ゴロー）
- 禁欲女×絶倫男 ナマで覚醒! 本能剥き出し真正中出し解禁!!（11月25日、本中）
- 親友からこっそり彼氏を寝取る巨乳でエッチな痴女お姉さん（12月19日、OPPAI）
- 巨乳女教師と男子生徒禁断の純愛NTR中出し日記（12月25日、本中）

2019年
- 人妻下着モデルNTR 〜出張先のホテルで観てしまった妻の流出ビデオ〜（4月7日、マドンナ）
- 気が済むまで私を犯して下さい…。（6月7日、アタッカーズ）
- AV女優「河北麻衣」、ハダカになる。（6月13日、バルタン）
- 現役キャビンアテンダントの皆さん! 童貞君の筆おろし『おもてなし』してくれませんか? 素股という言葉を知らない別世界の住人に包茎ち●ぽ擦りつけてそのままヌルンッ! 屈辱メス堕ちした空の女神にドピュドピュ生中出し! 6名収録 5時間越え 長尺スペシャル（6月14日、赤面女子）他出演:霧島レオナ、梨々花、高梨りの、星川凛々花、綾瀬さくら
- 強制的じゃないセルフイラマチオ 08 〜嗚咽が奏でる亀頭と咽頭のウェディングパーティー〜（6月25日、SEX Agent）他出演:阿部乃みく、若宮穂乃、八乃つばさ、音海里奈、一ノ瀬あやめ、倉木しおり
- ヌキなし前提の性感マッサージ店 〜健全店というお膳立てと放出精子量の相関関係〜（6月25日、SEX Agent）他出演:夏日風、音海里奈、美保結衣、新谷美愛、井上綾子
- 禁断介護（7月4日、グローリークエスト）
- ガチナンパ! 川崎産直!! 巨乳女子大生 ほろ酔い感度急上昇! イッても止めない猛烈ピストン 顔・口・マ○コに合計15射精! 182イキ!（7月15日、ナンパーズ）※「わかな」名義　他出演:けいこ、りんか、あやか、れいな
- 舞ワイフ 〜セレブ倶楽部〜 124（7月25日、AROUND）※「千葉悠子」名義　他出演:飯田由真
- 口型オナホとのWフェラは気持ち良すぎて2連射余裕（7月25日、SEX Agent）他出演:渚みつき、篠崎かんな、有栖るる、後藤由乃、若宮穂乃、八乃つばさ
- ローションまみれのノーブラ乳首いじり（7月25日、SEX Agent）他出演:若宮穂乃、後藤由乃、渚みつき、篠崎かんな、乃木ちはる、八乃つばさ、葉月レイラ、春原未来、望月りさ、佐久間恵美、真木今日子、有栖るる
- 文系若妻NTR 所謂ひとつの文学系な嫁さんが俺の会社のヤリチン同僚に寝盗られた。（8月7日、JET映像）
- ゆるふあ女子○生おっパブ体験!? 大きくて敏感なおっぱいを揉まれて吸われて感じちゃって生本番ご奉仕ハッスル!!（8月16日、DOC）他出演:日和ももか、優月せら、川田みはる
- 肛門検査 〜ヒダ一本まで高解像度でじっくりと鑑賞する尻穴〜（8月25日、SEX Agent）他出演:篠崎かんな、八乃つばさ、春原未来、若宮穂乃、渚みつき、後藤由乃、有栖るる、かさいあみ、佐久間恵美、真木今日子、星川凛々花、望月りさ、月ヶ瀬ゆま、乃木ちはる、野中るる、きみと歩実、新美かりん
- ラグジュTV×PRESTIGE PREMIUM 27（8月30日、プレステージ）※「桜庭美鈴」名義　他出演:廣瀬エレナ、黒川サリナ、松嶋奈々、桜井恵麻、りの、五十嵐優香、水瀬凛、遥夏、木島結衣
- 妻の連れ子の巨乳美人姉妹と川の字で寝ることに手を出してはいけないと知りながら、無防備な生巨乳に欲情してしまい… 2（9月6日、DOC）共演:優月せら　他出演:三島奈津子、望月りさ
- 巨乳美女ドM喉ま●こ&子宮巨根調教（9月14日、MDMA）※「愛内かおり」名義
- 超絶倫童貞少年! もうヤメて!と逃げる巨乳義姉を追いかけ乳首をこねくり回しまくる! 突然出来た義理の姉は可愛くて巨乳で元ヤリマン女子校出身の現役ヤリマン!いつも超無防備だからパンチラは当たり前、大きな胸が溢れんばかりの胸チラをしまくりでボクは毎日勃起しまくり!勃起していたら当然見つかってしまいヤバイと思ったけど気持ち悪がるどころかボクの勃起をからかう義姉…でもさすがはヤリマンからかっているうちにいつしか勃起にムラムラして発情しだす義姉!我慢できなくなって「そんなに私の胸が気になるなら揉んでいいよ…」とおっぱいを揉ませてくれた!!揉ませてくれたら最後あまりの気持ち良さに激しく揉みまくり!しかも調子にのって乳首もこねくり回したら超感じまくりの義姉!!感じながらも「もうヤメて!これ以上はダメ!」と逃げ回る義姉を無視してとにかく色々な場所で乳首をこねくり回し!乳首が弱い義姉は色々な場所で何度も何度もイキまくり!何度も何度も乳首こねくり回しでイカされまくっていた義姉の股間は当然爆濡れ状態!最後は感度MAX状態で媚薬が効いたみたいにド淫乱女に豹変!乳首をこねくり回しながら腰を振って何度も中出しし続けたらエビ反りするほどに連続爆イキ!（9月19日、Hunter）他出演:桜庭ひかり、海空花、深田結梨、河合ののか
- 夫の会社の為に取引先に寝取られ絶頂にイキ狂う人妻受付嬢NTR（9月20日、クリスタル映像）[3]
- カメラを止めないで…（11月7日、）山と空）
- 夫の前で痴漢に絶頂(いか)された妻（12月13日、VENUS/女神）
- 旦那が近くにいるのに、突然背後からねっとり乳揉みされて、抵抗するも快楽には勝てずに言いなりに… 発情した女は自ら腰を振って何度もイキまくり最後は連続中出し!!（12月20日、プレステージ/DOC PREMIUM）他出演：はとり心咲、仲間明日香、藤代桃羽
- 心の底から嫌いな隣人に中出しレ×プされ続けた人妻（12月27日、人妻花園劇場）

2020年
- 美人女将の超絶ベロキス全身リップと中出しセックス付き温泉宿泊プラン（1月7日、桃太郎映像出版）
- 彼女がそばにいるにも関わらずパン染み作って、たわわなおっぱいを見せつけ誘惑してくる小悪魔な彼女の妹（1月17日、プレステージ/DOC PREMIUM）他出演：はとり心咲、奏音かのん、大原ゆりあ
- 今まで旦那に尽くす立派な人妻を演じていましたが本当の私は調教されたがりな変態女で心の底からドM開発が大好きです。（3月25日、えむっ娘ラボ）

### アダルトVR
2019年
- 唾液が糸引くベロキスと吸えるほど超接近する勃起乳首と耳舐められ手コキと密着対面座位と感じまくってヨダレ垂れる覆いかぶさり目の前オッパイ騎乗位とバックと2つの視点で突きまくる正常位【生中出し】（7月26日、アリスJAPAN）
- ボクだけ特別、本番OK!おっパブ嬢 2 前作以上に巨乳ちゃん&美人が勢揃い!しかも超レアな上京したての純朴うぶ系メガネ嬢も入店! 他の客には本番どころかキスもNGのおっパブ嬢がハッスルタイムで暗くなった隙にパンツごとぐいぐいマ○コにめり込むフル勃起チ○ポに大興奮!周りを気にしながら耳元で「特別だからね…ナイショだよ♡」とささやいたと思いきや、たっぷり濃厚ディープキス!さらに「バレないうちに挿れちゃって♡」とドスケベ腰振りマ○コで抜いてくれました!（8月14日、Hunter）他出演:佐知子、高梨ゆあ、今井夏帆、星空もあ、奈槻れいら
- 超接近フェラチオVR 2（11月29日、CASANOVA/フランソワ）他出演：望月りさ、春原未来、乃木ちはる

2020年
- VR淫語挑発! 敏感乳首責め! 焦らし寸止めオナホ射精コントロール（1月31日、TMAVR）他出演：柊るい、有栖るる、中条カノン、彩葉みのり、早美れむ